# Redlham
Redlham är en ort och kommun i Österrike. Den ligger i distriktet Vöcklabruck i förbundslandet Oberösterreich, 200 kilometer väster om huvudstaden Wien. 
Kommunen består av 14 orter (Ortschaften) (inom parentes invånarantal 1 januari 2024):

- Au (198)
- Einwarting (130)
- Erlau (171)
- Fisching (60)
- Gewerbepark Mitte (13)
- Gewerbepark Ost (0)
- Gewerbepark West (14)
- Hainprechting (246)
- Jebing (24)
- Landertsham (73)
- Piesing (39)
- Redlham (350)
- Sonnfeld (39)
- Tuffeltsham (284)